# Fàbrica al carrer González de Soto, 4 (Figueres)
La Fàbrica al carrer González de Soto és un edifici del municipi de Figueres (Alt Empordà) que forma part de l'Inventari del Patrimoni Arquitectònic de Catalunya.

## Descripció
És un edifici situat a prop de la Plaça Anselm Clavé i de la plaça de l'institut. És un edifici de planta baixa i pis amb un cos central. A la façana, té un portal d'accés i dos finestrons emmarcats, amb reixa de ferro i cornisa. Al primer pis, el cos central és semicircular amb finestrals en arc peraltat coberts per un vidre fosc. Els dos cossos laterals són rectangulars a manera de pilastres. La façana està feta amb obra vista. El cos de l'esquerra és molt simple, adornat amb un finestral cec. El de la dreta és nou; a la planta baixa, hi ha ubicats un portal i una finestra alternats, i en el primer pis, amb quatre finestres, segueix el maó vist.

## Història
Formava part del mateix terreny de la Casa del Carrer S. Pau, -abans Cervantes-, núm. 46, que estava composta de planta baixa, dos pisos, jardins, quadra i paller, en una extensió de 854 m2 i era propietat del Baró de Serrahí. Desconeixem l'origen de la fàbrica, de moment. El 17 de març de 1924 D. Carles Cusí de Miquelet ven a Hidroelèctrica de l'Empordà S.A. la fàbrica i l'immoble abans anomenat. Acte notarial feta pel Sr. Dalí. Des de 1924, s'utilitzarà per al Gas pobre. La fàbrica es va netejar en fer el cos nou.